# Heineken Classic
 (avril 2021).
Si vous disposez d'ouvrages ou d'articles de référence ou si vous connaissez des sites web de qualité traitant du thème abordé ici, merci de compléter l'article en donnant les références utiles à sa vérifiabilité et en les liant à la section « Notes et références ».
le Heineken Classic était un tournoi figurant au calendrier du PGA Tour of Australasia et du Circuit Européen se déroulant en Australie et sponsorisé par la marque de bière Heineken.

## Histoire
Il s'est d'abord disputé sur le Vines Resort, dans l'ouest de l'Australie, puis à Melbourne depuis 2002.
Le tournoi, qui était l'un des plus cotés du circuit australien a vu son sponsor arrêter en 2005. Les organisateurs n'ont pu trouver de remplaçant à celui-ci.

## Palmarès
| année | Vainqueur           | Nationalité | Score |
| ----- | ------------------- | ----------- | ----- |
| 1993  | Peter Senior        |             |       |
| 1994  | Mike Clayton        |             |       |
| 1995  | Robert Allenby      |             |       |
| 1996  | Ian Woosnam         |             |       |
| 1997  | Miguel Ángel Martín |             |       |
| 1998  | Thomas Bjørn        |             |       |
| 1999  | Jarrod Moseley      |             |       |
| 2000  | Michael Campbell    |             |       |
| 2001  | Michael Campbell    |             |       |
| 2002  | Ernie Els           |             |       |
| 2003  | Ernie Els           |             |       |
| 2004  | Ernie Els           |             |       |
| 2005  | Craig Parry         |             |       |